# Adrienne C. Moore
Adrienne C. Moore (14 de agosto de 1980 en Nashville) es una actriz estadounidense, reconocida por su papel de Cindy "Black Cindy" Hayes en la serie de Netflix Orange Is the New Black.

## Carrera
Empezó su carrera actuando en obras de teatro, apareciendo en algunas producciones Off-Broadway. En televisión realizó algunos papeles pequeños en las series Blue Bloods y 30 Rock, antes de obtener fama internacional en la serie Orange Is the New Black.
Moore es reconocida por interpretar a Cindy "Black Cindy" Hayes en la mencionada serie de Netflix Orange Is the New Black. Ha actuado en la serie de manera regular en sus primeras tres temporadas. En 2014, Moore recibió su primera nominación al premio NAACP Image Award por su desempeño en la serie. Coprotagonizó la película The Lennon Report, acerca de los eventos concernientes a la noche en que el músico John Lennon fue asesinado en 1980.

## Filmografía
| Año             | Título                            | Rol                       | Notas                                                 |
| --------------- | --------------------------------- | ------------------------- | ----------------------------------------------------- |
| 2012            | Blue Bloods                       | Enfermera                 | Episodio: "Collateral Damage"                         |
| 2012            | 30 Rock                           | Shanice                   | Episodios: "Governor Dunston" y "Mazel Tov, Dummies!" |
| 2013–presente   | Orange Is the New Black           | Cindy "Black Cindy" Hayes | Papel recurrente                                      |
| 2015            | Law & Order: Special Victims Unit | Cheryl McCrae             | Episodio: "Transgender Bridge"                        |
| 2016            | The Lennon Report                 | Dra. Pamela Roberts       | Película                                              |
| 2017            | America's Next Top Model          | Ella misma                | Episodio: "And Action"                                |
| 2018            | Homeland                          | Abogada                   | Episodio 10:Claridad                                  |
| 2021-actualidad | Pretty Hard Cases                 | Detective Kelly Duff      | Protagonista                                          |
| 2024            | Juror No. 2                       | TBA                       | Posproducción                                         |